# Gurué
Gurué (također u obliku Gurúè; u portugalsko vrijeme Vila Junqueiro) grad je u Mozambiku, u pokrajini Zambezia. Stanovništvo se pretežno bavi poljoprivredom, posebice uzgojem čaja.
Grad su osnovali Portugalci u 19. stoljeću, a 1930-ih počela je ozbiljnija proizvodnja čaja.
Gurué je 2007. imao 145.466 stanovnika.